# Arnoglossus japonicus
Arnoglossus japonicus är en fiskart som beskrevs av Hubbs, 1915. Arnoglossus japonicus ingår i släktet Arnoglossus och familjen tungevarsfiskar. Inga underarter finns listade i Catalogue of Life.